# Citrulinacija
Citrulinacija (deiminacija) je termin koji se koristi za posttranslacionu modifikaciju aminokiseline arginina unutar proteina u aminokiselinu citrulin. Ova reakcija, se izvodi posredstvom enzima koji se nazivaju peptidilargininske deiminaze (PAD). Citrulinacija proteina se razlikuje od formiranja slobodne aminokiseline citrulina unutar ciklusa ureje ili kao nusproizvoda enzima iz familije sintaza azot oksida.
Konverzija arginina u citrulin ima važne posledice za strukturu i funkciju proteina, pošto je arginin pozitivno naelektrisan na neutralnom pH, dok citrulin nije naelektrisan. Njome se povećava hidrofobnost proteina, što dovodi do promena u proteinskom savijanju.
Proteini koji normalno sadrže citrulinske ostatke su MBP, filagrin, i nekoliko histonskih proteina, dok drugi proteini, kao što su fibrin i vimentin, mogu da budu citrulinisani tokom ćelijske smrti i zapaljenja tkiva. Fibrin i fibrinogen su verovatno najčešće mesta argininske deiminacije unutar reumatoidnih zglobova. Test za prisustvo antitela za citrulinisane proteine je veoma specifičan (88-96%) za reumatoidni artritis, što je slično senzitivnosti testa za reumatoidni faktor (70-78%), i promenljiv je i pre kliničkog početka bolesti.
U reakciji pretvaranja arginina u citrulin, jedan od terminalnih atoma azota argininskog bočnog lanca se zamenjuje kiseonikom. Reakcija koristi jedan molekul vode i proizvodi amonijak kao sporedni proizvod: